# NGC 4771
NGC 4771 este o emission-line galaxy⁠(d) situată în constelația Fecioara. A fost descoperită în 24 februarie 1786 de către William Herschel. Se află la o distanță de 20,23 de megaparseci de Pământ.